# NGC 5626
NGC 5626 é uma galáxia espiral (S0-a) localizada na direcção da constelação de Hydra. Possui uma declinação de -29° 44' 58" e uma ascensão recta de 14 horas, 29 minutos e 49,0 segundos.
A galáxia NGC 5626 foi descoberta em 30 de Março de 1835 por John Herschel.